# Östergadden, Åland
Östergadden är skär i Åland (Finland). De ligger i Skärgårdshavet och i kommunen Kökar i landskapet Åland, i den sydvästra delen av landet. Öarna ligger omkring 74 kilometer öster om Mariehamn och omkring 210 kilometer väster om Helsingfors. Östergadden ligger 7 meter över havet.
Arean för den av öarna koordinaterna pekar på är 3,9 hektar och dess största längd är 370 meter i nord-sydlig riktning. Trakten är glest befolkad. Närmaste större samhälle är Kökar, 17,3 km väster om Östergadden.